# Renal Disease and Transplantation Forum
Renal Disease and Transplantation Forum – czasopismo poświęcone nefrologii, transplantologii i leczeniu nerkozastępczemu, wydawane przez Wydawnictwo Via Medica, dawniej Forum Nefrologiczne (oficjalny kwartalnik Polskiego Towarzystwa Nefrologicznego). Redaktorem naczelnym jest Alicja Dębska-Ślizień.
W skład rady naukowej wchodzą samodzielni pracownicy naukowi z tytułem profesora lub doktora habilitowanego z Polski oraz z zagranicy. Artykuły ukazują się w języku polskim (abstrakty drukowane są w języku angielskim).

## Stałe działy
- prace poglądowe
- przypadki kliniczne
- program edukacyjny "Zagadnienia współczesnej nefrologii" - Nefro Club
- aktualności w pielęgniarstwie nefrologicznym
- stanowiska, zalecenia, standardy

## Indeksacja
- Index Copernicus (IC)

Współczynniki cytowań:
- Index Copernicus (2009): 3,59[2]

Na liście czasopism punktowanych przez polskie Ministerstwo Nauki znajduje się w części B z sześcioma punktami.